# Мартін Башир
Мартін Генрі Башир (нар. 19 січня 1963) — британський журналіст.

## Біографія
Працював ведучим на американському та британському телебаченні, а також у програмі «Панорама» BBC. Здобув популярність в 1995 році після отримання інтерв'ю BBC з Діаною, принцесою уельською; пізніше було встановлено, що він використовував підробку і обман, щоб отримати інтерв'ю. У 2003 році він представив свій документальний фільм ITV 2003 року про Майкла Джексона, який також був доведений, як шахрайський у спростувальному документальному фільмі, організованому Морі Повічем, випущеному Джексоном після виходу в ефір документального фільму Башира. Башир також зізнався в новинах ABC після передчасної смерті Джексона, що він не бачив нічого поганого в Неверленді, таким чином, по суті зізнавшись у брехні в документальному фільмі.